# Jeff Hassler
Jeff Hassler (nacido en Okotoks el 21 de agosto de 1991) es un jugador de rugby canadiense, que juega de ala, pero también puede hacerlo de centro, para la selección de rugby de Canadá y, actualmente (2015), el equipo galés de los Ospreys en el Pro 12 Rugby.
Su debut con la selección de Canadá se produjo en un partido contra los Estados Unidos en Kingston el 9 de junio de 2012. 
Seleccionado para la Copa del Mundo de Rugby de 2015, Hassler anotó un ensayo en la derrota de su equipo frente a Rumanía 15-17.